# Хаячіне каґура
Хаячіне каґура (яп. 早池峰神楽) — це ритуальний танець, або каґура, у синтоїстських церемоніях, який складається із серії з дванадцяти танців. Його виконують 1 серпня у храмі Хаячіне в Ханамакі, Івате, Японія.
Ці танці виконуються на честь Сеоріцу, божества-покровителя гори Хаячіне, під музику, що містить барабани, тарілки та флейти. Перші шість танців (Танець птахів Торімай 鳥 舞, Танець старого Окіна 翁, Третій танець старого Санбасо 三 番 叟, Танець бога війни Хачімана 八 幡, Танець бога гір Яма но камі 山 の 神, Танець відкриття скелястої печери Івато biraki 岩 戸) є ритуальними, наступні п'ять розповідають про середньовічну історію Японії та її божеств (існує багато різних гіпотез щодо створення циклу із 12 танців). Танцюристи в масках. Фінальний танець виконує шиші, уособлення бога гір.
Танці також виконуються в інші пори року та за межами храму Хаячін, але рідко в повному циклі, який триває п'ять годин. Шоу «учнівства» хаячіне каґура проводяться по всій префектурі Івате.

## Історія
Традиція сягає 14-го або 15-го століття, і на неї, мабуть, вплинули практики ямабусі, буддистських аскетів, які ховалися в горах; більше того, вчені задаються питанням про його зв'язок з історією театру но.
У 2009 році ЮНЕСКО внесло Хаячіне каґура до Репрезентативного списку нематеріальної культурної спадщини людства.